# Élections législatives norvégiennes de 1918
Les élections législatives norvégiennes de 1918 (Stortingsvalet 1918, en norvégien) se sont tenues le 21 octobre 1918, afin d'élire les cent vingt-trois députés du Storting pour un mandat de trois ans. 
Le Parti Libéral remporte les élections avec 51 sièges auxquels il faut ajouter les 3 sièges du Parti des travaillistes démocrates qui ont fait alliance avec le parti libéral.
Le Parti travailliste qui termine premier au nombre de voix obtenues n'obtient que 18 sièges (soit un de moins qu'aux élections précédentes). Ce décalage entre voix et sièges obtenus est également vrai, dans une moindre mesure, pour le Parti conservateur.
Le Parti libéral de gauche obtient 15 sièges grâce à son alliance avec le Parti conservateur. Au cours de ces élections, cette alliance fut intégrale et le parti libéral de gauche n'a pas présenté de listes autonomes.